# 163 Erigona
163 Erigona (mednarodno ime 163 Erigone) je asteroid v glavnem asteroidnem pasu. Pripada družini asteroidov Erigona. 

## Odkritje
Asteroid Erigono je odkril Henri Joseph Anastase Perrotin 26. aprila 1876 v Toulousu. 

## Lastnosti
Spada med asteroide tipa C  (po Tholenovem načinu) in tipa Ch  (po načinu SMASS) .